# سریسیت

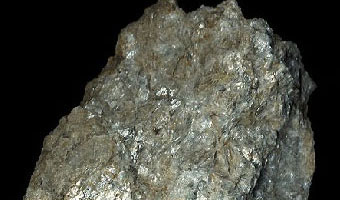
نمونه‌ای از سریسیت

سریسیت (انگلیسی: Sericite) نامی است که به دانه‌های بسیار ریز و نامنظم و انبوهه‌های میکای سفید (بی‌رنگ) اطلاق می‌شود که معمولاً از موسکویت، ایلیت یا پاراگونیت تشکیل شده‌اند. سریسیت در نتیجه دگرسانی ارتوکلاز یا پلاژیوکلازهای فلدسپات در مناطقی که تحت تأثیر دگرسانی گرمابی قرار گرفته‌اند، تولید می‌شود (همچنین بنگرید به دگرسانی سریسیتی) که معمولاً با نهشته‌های مس، قلع یا دیگر کانسنگهای گرمابی همراه است. سریسیت همچنین به‌عنوان میکای ریزی که جلای فیلیت و شیست در سنگ دگرگونی را ایجاد می‌کند، یافت می‌شود.
این نام از واژهٔ لاتین sericus به‌معنای «ابریشمی» گرفته شده است که به مکان اولیه استفاده از ابریشم اشاره دارد و به درخشش ابریشمی سنگ‌های دارای سریسیت فراوان اشاره می‌کند.

سریسیت در مقطع نازک (پَرَک‌های ریز و با دوشکستی بالا که سایر کانی‌های بزرگ‌تر را پوشش می‌دهند)
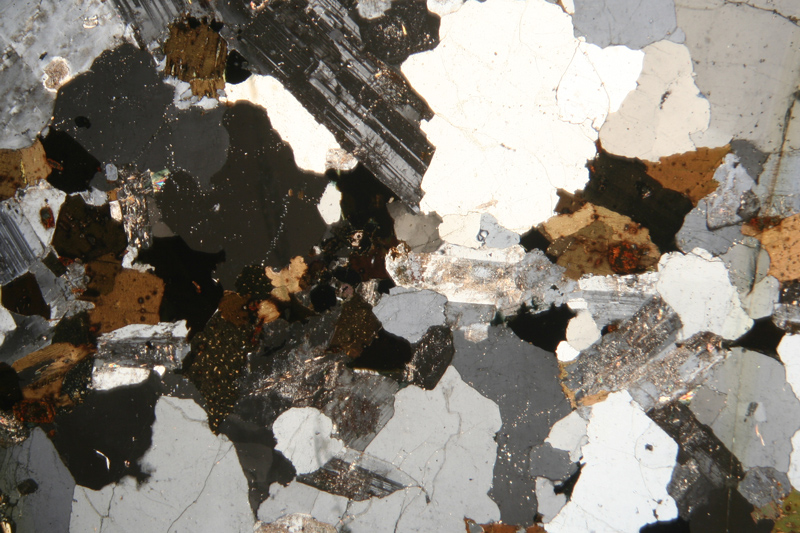
گرانیت در مقطع نازک زیر نور متقاطع پلاریزه که در آن بلورهای فلدسپات دچار دگرسانی سریسیتی شده‌اند
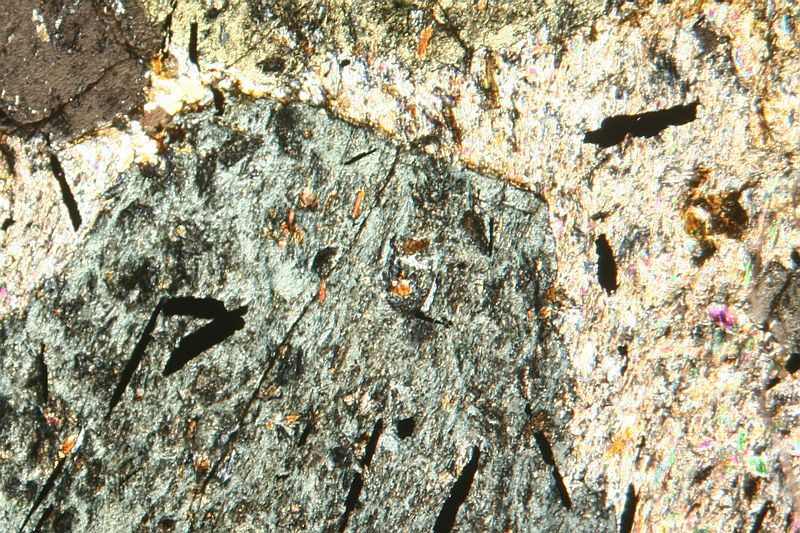
شیست گارنت-استارولیت در مقطع نازک زیر نور متقاطع پلاریزه با سریسیت